# Sasebo

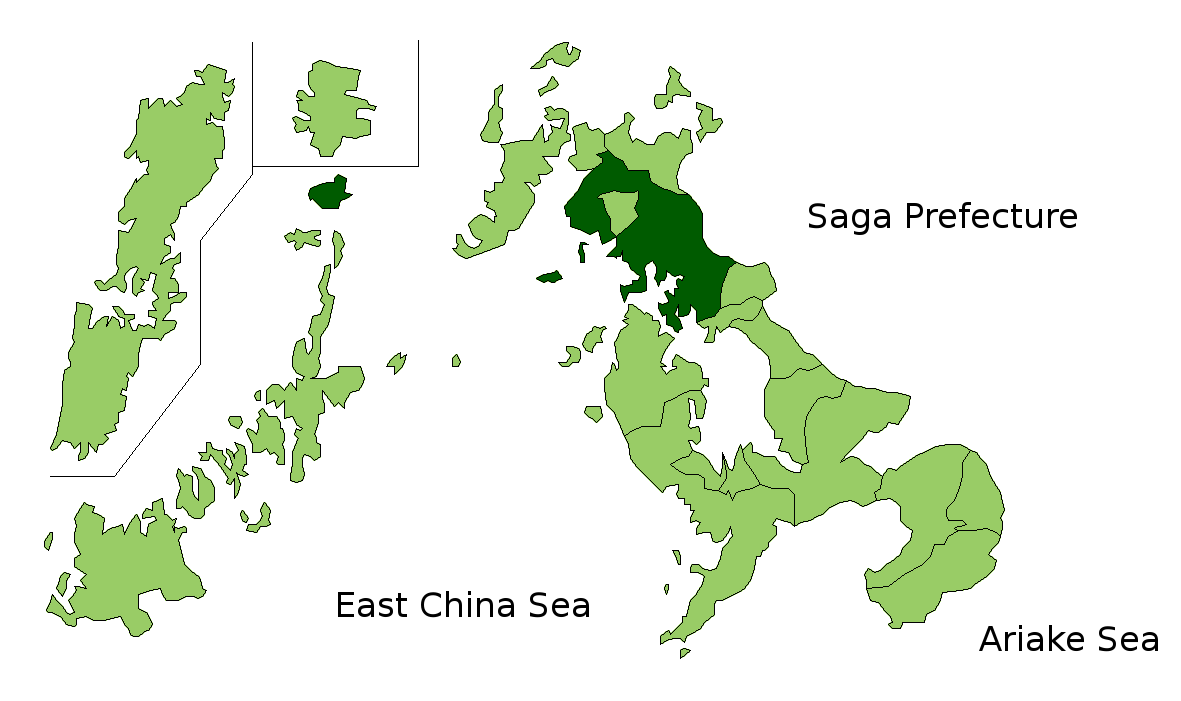

Sasebo (jap. 佐世保市 Sasebo-shi) – miasto w Japonii, w prefekturze Nagasaki, w północno-zachodniej części wyspy Kiusiu (Kyūshū). 

## Położenie geograficzne
Sasebo leży w odległości ok. 50 km na północ od Nagasaki i 34 km od miasta Ōmura, nad zatokami Sasebo (port i wyjście na Morze Wschodniochińskie) i Ōmura, połączonymi wąskimi cieśninami: Hario i Haiki. 
Obszar ten słynie z malowniczego piękna: gór, plaż, przybrzeżnych wysp i wzgórz. Od Sasebo do wyspy Hirado, na długości około 25 km, rozciąga się grupa 208 wysp różnej wielkości, tworząc Kujūku-shima  („99 Wysp”). Należą one do Parku Narodowego Saikai (Saikai Kokuritsu Kōen).

## Gospodarka
W mieście rozwinął się przemysł stoczniowy, maszynowy, chemiczny, spożywczy, szklarski oraz precyzyjny.

## Historia
W przeszłości Sasebo było małą wioską rybacką z populacją ok. 4 tys. mieszkańców, kontrolowaną przez domenę Hirado, aż do końca okresu Meiji (1868–1912). Mniej więcej w tym czasie późniejszy admirał Heihachirō Tōgō (1848–1934), zdecydował o budowie w tym miejscu bazy marynarki wojennej ze względu na: chroniony, głębokowodny port, pobliskie kopalnie węgla i geograficzną bliskość do Chin i Korei. Od 1889 r., baza rozpoczęła działalność jako kwatera główna Trzeciego Okręgu Morskiego Cesarskiej Marynarki Wojennej Wielkiej Japonii. Sasebo stało się głównym portem japońskiej marynarki wojennej podczas pierwszej wojny chińsko-japońskiej (1894–1895) i wojny rosyjsko-japońskiej (1904–1905). W 1905 roku okręty pod dowództwem admirała Tōgō wypłynęły stąd po zwycięstwo nad flotą rosyjską w bitwie pod Cuszimą.
Port Sasebo był główną bazą morską do końca II wojny światowej. U jej szczytu Cesarska Marynarka Wojenna Japonii zatrudniała tam około 50 tys. ludzi do budowy i modernizacji okrętów wojennych. Miasto było jednym z siedemnastu pierwotnych celów amerykańskiego ataku nuklearnego w 1945 roku, ale choć go uniknęło, doznało ogromnych zniszczeń z powodu bombardowań. 
W czerwcu 1946 roku amerykańska armia okupacyjna zajęła część portu i formalnie utworzyła bazę floty o nazwie United States Fleet Activities Sasebo. Kiedy cztery lata później wybuchła wojna w Korei (1950–1953), baza stała się głównym punktem wyjściowym dla sił zbrojnych ONZ i USA do przerzutu amunicji, sprzętu, paliwa, czołgów, ciężarówek i zapasów. Po zakończeniu wojny Japonia utworzyła swoje Siły Samoobrony i dla okrętów Morskich Sił Samoobrony utworzono tu port macierzysty, a baza USA kontynuowała obsługę VII Floty. Dzięki temu miasto rozkwitło, a kultura amerykańska odegrała główną rolę w tworzeniu jego międzynarodowego charakteru.
W styczniu 1968 roku do bazy amerykańskiej w Sasebo wpłynął lotniskowiec USS Enterprise (CVN-65), pierwsza na świecie jednostka tej klasy o napędzie jądrowym. Spowodowało to gwałtowne zamieszki studenckie także w wielu innych miastach japońskich. Spowodowane one były już wcześniejszym sprzeciwem przeciwko zaangażowaniu rządu japońskiego w wojnę wietnamską oraz „alergią nuklearną” ludności dotkniętej atakiem atomowym w 1945 roku.

## Kultura
Okolice Sasebo od okresu Edo słyną z produkcji wysokiej jakości porcelany, w tym biało-niebieskiej mikawachi (zwana także hirado). W pobliskim Imari znajduje się fabryka firmy Noritake.

## Dziedzictwo„ukrytych chrześcijan”
Symbolem Sasebo jest katedra Seishin (zwana także kościołem katolickim w dzielnicy Miura-chō), duży kościół zbudowany w stylu neogotyckim w 1930 roku. Znajduje się naprzeciwko głównego dworca kolejowego w dzielnicy Miura. Sasebo jest jedynym miastem w Japonii, które używa symbolu chrześcijańskiego kościoła na swojej fladze.

## Galeria

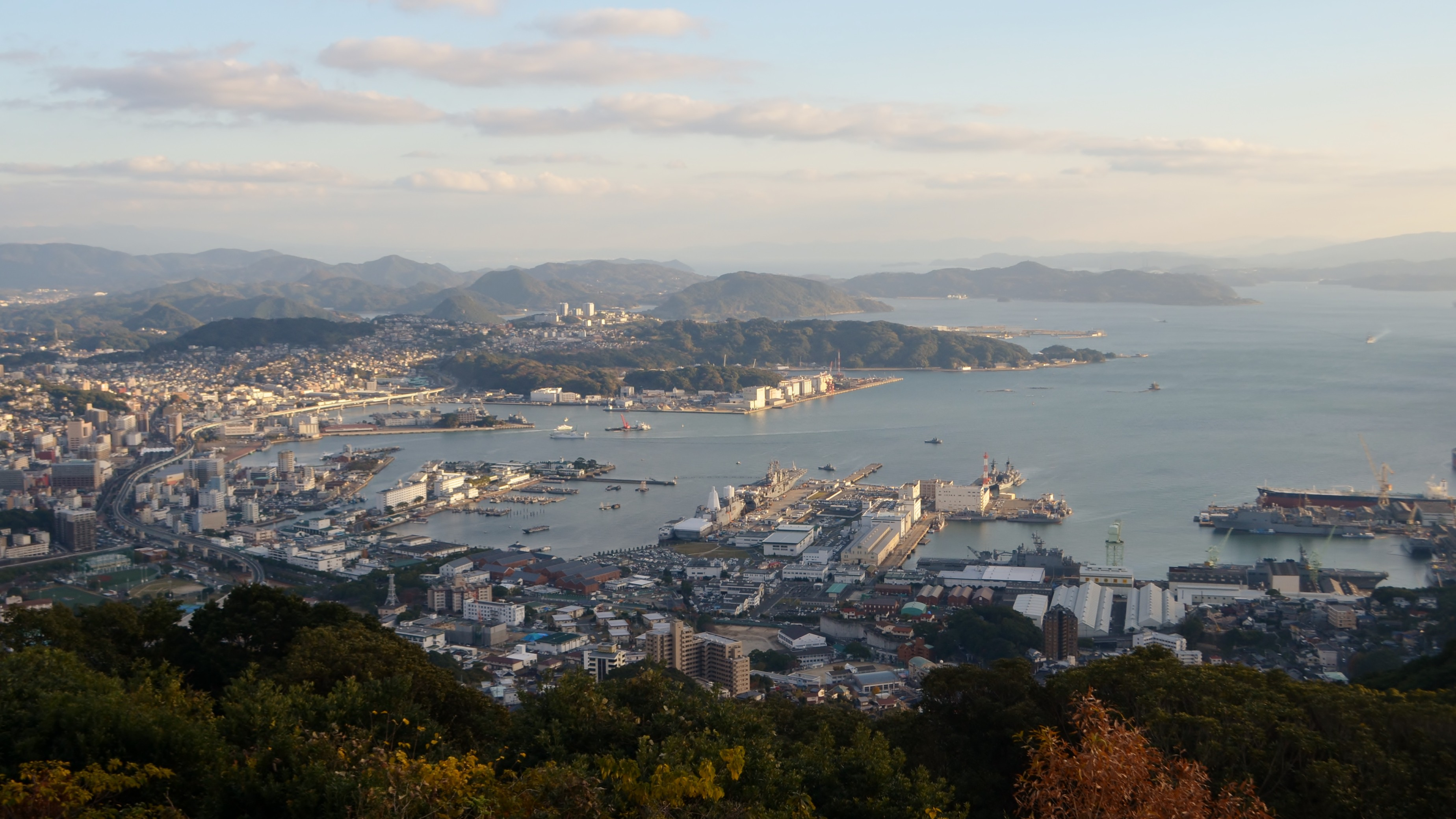
Panorama Sasebo, widok z góry Yumihari